# Bretteville-sur-Odon
Bretteville-sur-Odon é uma comuna francesa na região administrativa da Normandia, no departamento Calvados. Estende-se por uma área de 6,46 km². Em 2010 a comuna tinha 3 994 habitantes (densidade: 618,3 hab./km²).